# Патраки (Якшур-Бодьїнський район)
Патраки́ (рос. Патраки) — присілок в Якшур-Бодьїнському районі Удмуртії, Росія.
Населення — 62 особи (2010; 94 в 2002).
Національний склад (2002):
- росіяни — 63 %
- удмурти — 37 %

## Історія
Присілок був заснований 1863 року як починок Патраковський. 1909 року в ньому була відкрита земська початкова школа. 2000 року відкрито пам'ятник та краєзнавчий музей. В 2004-2005 роках присілок був газифікований.

## Урбаноніми[5]
- вулиці — Азіна, Ставкова